# Falso derivato
Falso derivato è una locuzione che in enigmistica designa il legame fra parole che sembrano originarsi a vicenda secondo una logica suffissale ma che in realtà sono del tutto indipendenti. Falsi derivati di qualunque genere possono essere veri bisensi: ad es., un indovinello del Valletto contiene il bisenso Orlando in funzione di falso gerundio del verbo orlare. Altre volte, invece, sono usati come bisensi artificiali (es.: burrone per burro). Questi ultimi, in origine, non erano visti di buon occhio e apparivano come licenze eccessive. A infrangere il tabù, comunque, pensò soprattutto un enigmista unanimemente riconosciuto come un grande maestro dei giochi brevi, Fan.
Oltre che nel contenuto dei giochi enigmistici, i falsi derivati possono essere assunti come schemi e pertanto costituirne la soluzione e la denominazione. Si distinguono il falso accrescitivo, il falso diminutivo, il falso peggiorativo e il falso vezzeggiativo. Un caso particolare di falso derivato è poi il cambio di genere.

## Esempi
- Falsi accrescitivi: botto / bottone, burro / burrone, gallo / gallone, lezio / lezione, matto / mattone, picco / piccone, veglio / veglione
- Falsi diminutivi: botto / bottino, caso / casino, matto / mattino, mulo / mulino, tacco / tacchino
- Falsi peggiorativi: addio / addiaccio, foca / focaccia, polpo / polpacci
- Falsi vezzeggiativi: aspo / aspetto, gazza / gazzella, gazza / gazzetta, salvia / salvietta, stampa / stampella, tino / tinello
- Cambi di genere: botola / botolo, colla / collo, mostra / mostro, pozza / pozzo  (Per spiegazione e altri esempi, si veda: falsi cambiamenti di genere in italiano)